# Girolamo Facciotto

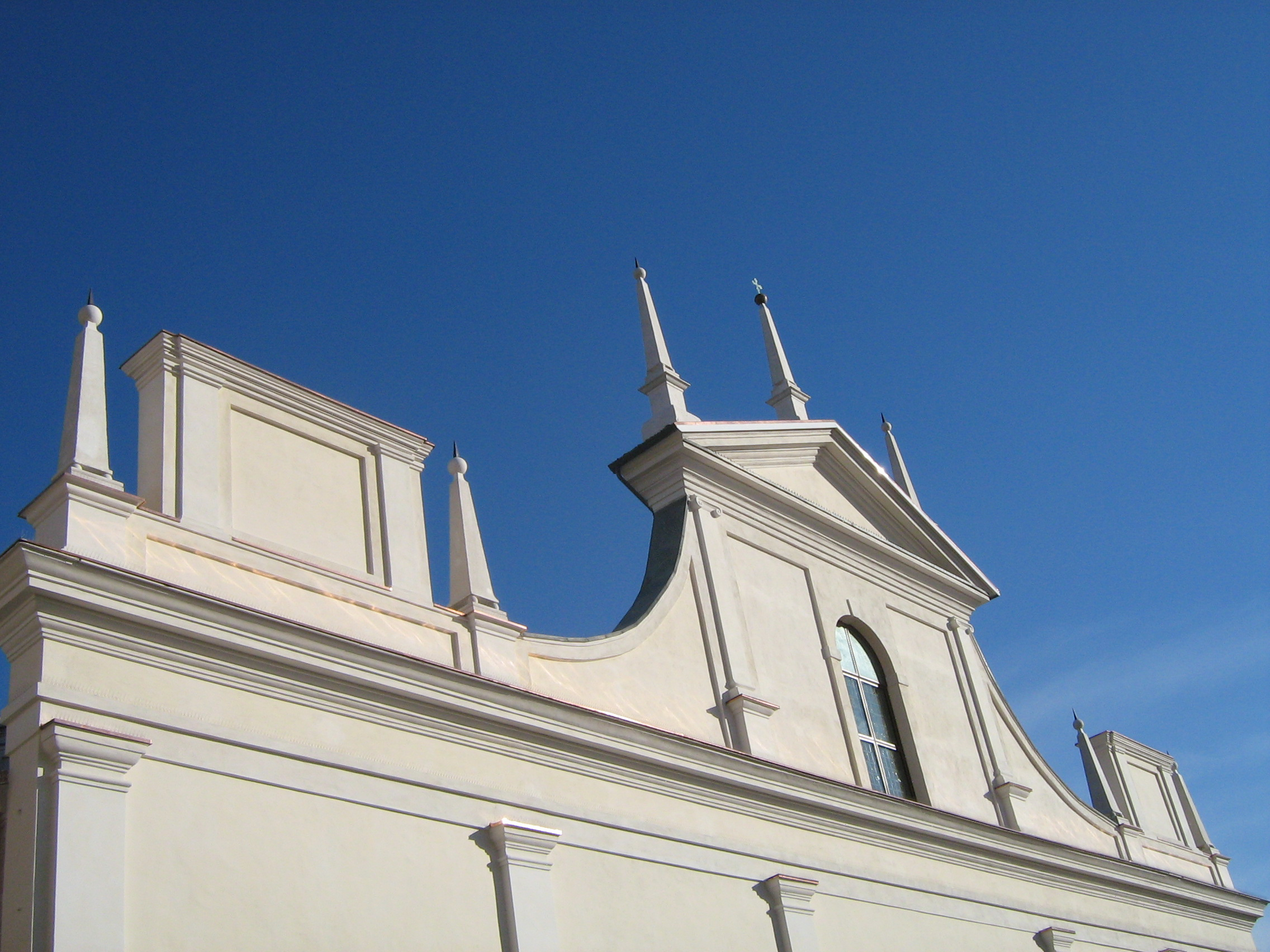
Castel Goffredo, Chiesa prepositurale di Sant'Erasmo

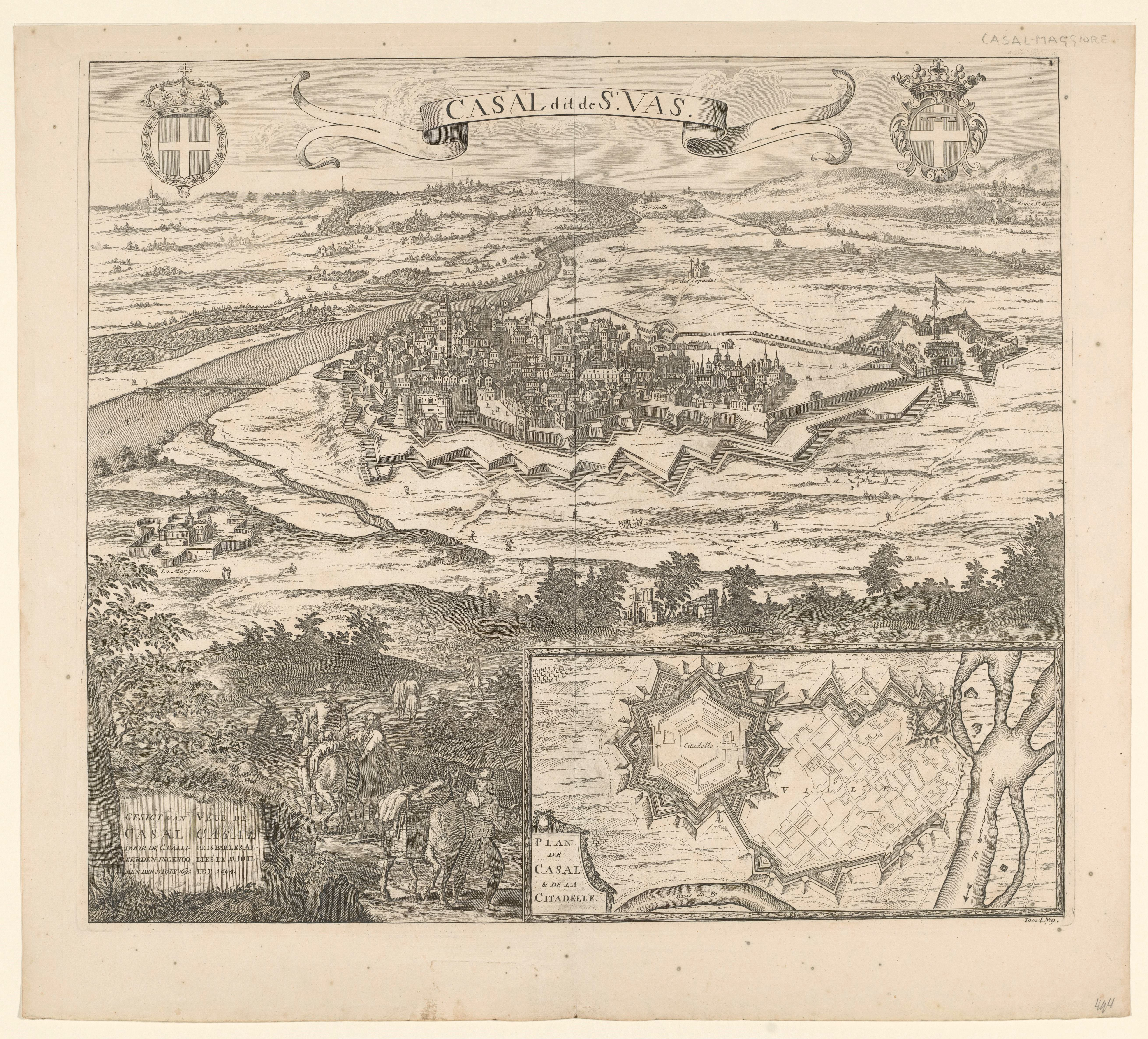
Casale nel 1745

 (Casale Monferrato, 1565 circa – settembre 1648) è stato un architetto italiano.

## Biografia
Girolamo Facciotto, detto anche "Imenerio", era figlio dell'architetto Bernardino, che affiancò, assieme al fratello Giovan Domenico, nella sua attività.
Nel 1588 probabilmente fu inviato a Castel Goffredo, governata dal marchese Alfonso Gonzaga, dal duca di Mantova, per progettare ex novo la ricostruzione della chiesa prepositurale di Sant'Erasmo, che aveva subìto il crollo della cupola.
Fu impegnato dal 1594, assieme al padre, alla costruzione della cittadella di Casale. Ricoprì dal 1610 circa la carica di "prefetto delle fabbriche" e sino al 1647.
Morì nel 1648.